# Frank Robert Bloor
Frank Robert Bloor, britanski general, * 1885, † 1962.